# Калташ (Кемеровская область)
Калташ — посёлок в Таштагольском районе Кемеровской области. Входит в состав Коуринского сельского поселения.

## География
Центральная часть населённого пункта расположена на высоте 586 метров над уровнем моря.

## Население
По данным Всероссийской переписи населения 2010 года, посёлок Калташ не имеет постоянного населения.